# Technické plodiny

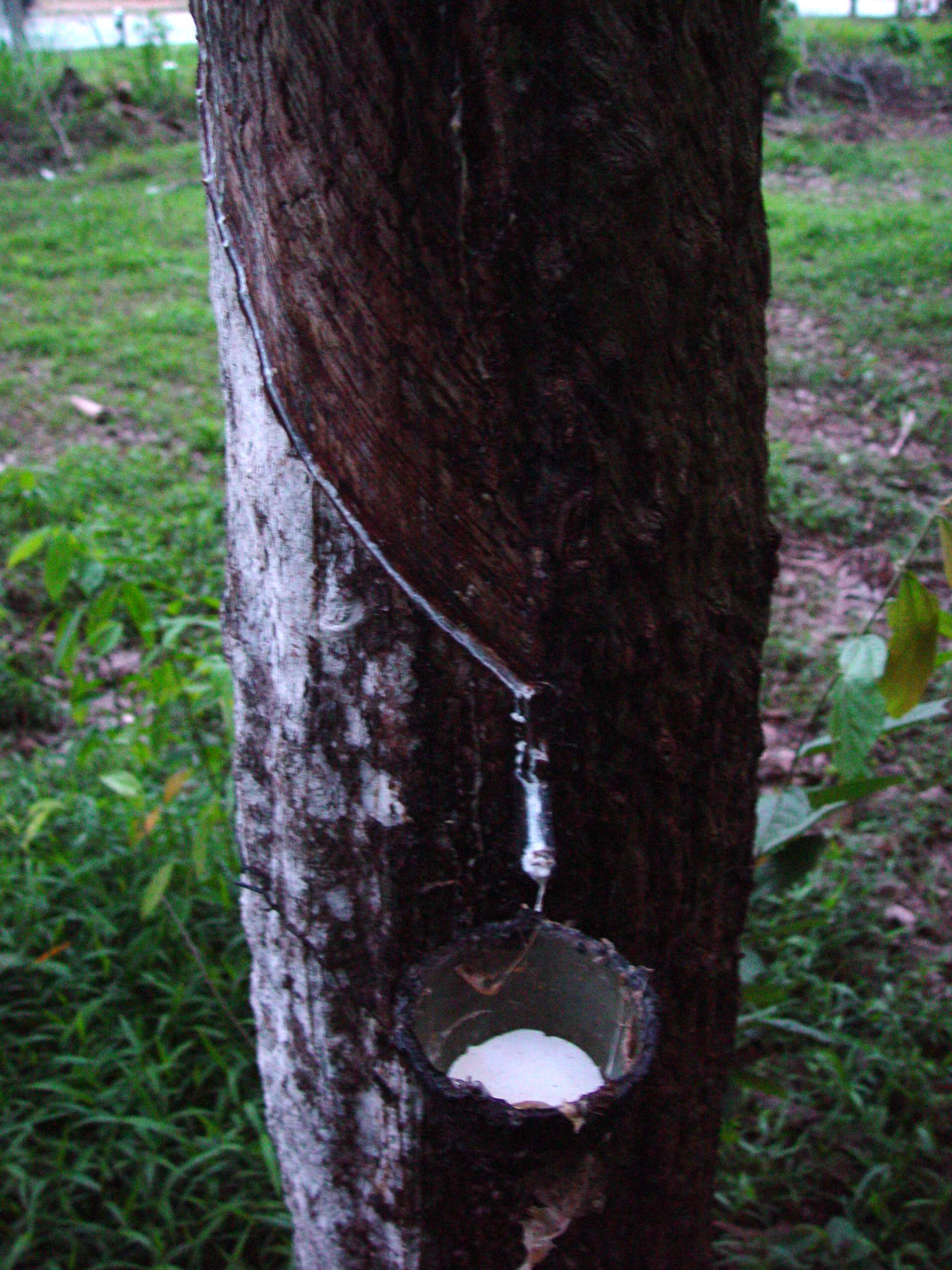
Zachytávání latexu z kaučukovníku brazilského (Hevea brazilienzis)

Technické plodiny, také průmyslové plodiny, je skupina plodin pěstovaných hlavně kvůli látkám, které se dají využívat v průmyslu. Jsou to rostliny, kde není hlavním hospodářským výnosem něco, co by se používalo v lidské stravě. Patří sem rostliny poskytující elastomery, gumy a slizy, pryskyřice, třísloviny, barviva, insekticidy, vosky a energetické rostliny.

## Rostliny ronící
Mezi nejvýznamnější rostliny poskytující elastomery (tedy rostliny ronící latex) patří kaučukovník brazilský (Hevea brazilienzis) a Palaquium gutta, méně významné jsou gumojilm jilmový (Eucommia ulmoides) a Manilkara zapota. Gumy a slizy pak poskytuje hlavně Prosopis juliflora, z ostatních lze jmenovat druha Acacia nilotica, tamarind indický (Tamarindus indica) a rohovník obecný (Ceratonia siliqua). V případě pryskyřic jsou to pak Hymenaea courbaril a styrač benzoový (Styrax benzoin), méně významné jsou borovice přímořská (Pinus pinaster), kadidlovník pravý (Boswellia sacra), damaroň jižní (Agattis australis) a ambroň východní (Liquidambar orientalis). Všechny tyto skupiny jsou pak někdy označovány jako rostliny produkující exudáty, nebo rostliny ronící latex, gumy a slizy či pryskyřice.

## Rostliny poskytující třísloviny
Mezi nejdůležitější rostliny produkující třísloviny lze zařadit druhy Acacia catechu, A. mearnsii, A. nilotica, Bruguiera gymnorrhiza syn. Bruguiera sexangula, Macaranga tanarius, Peltophorum pterocarpum, Terminalia catappa a druh Uncaria gambir.

## Přírodní barviva

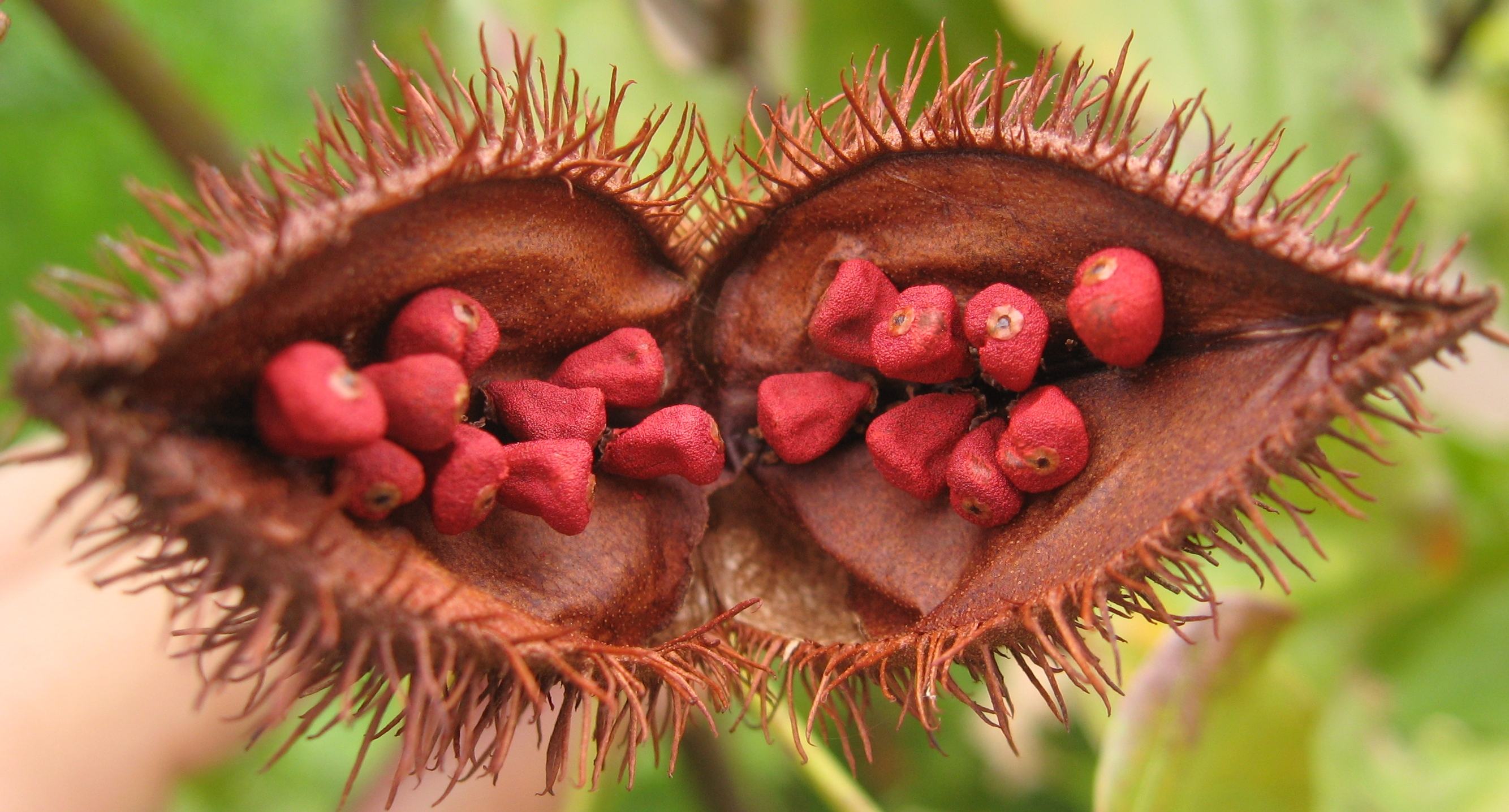
Semena oreláníku barvířského (Bixa orellana)

Co se týče rostlinných barviv, jedná se od druhy: oreláník barvířský (Bixa orellana), Butea monosperma, šafrán setý (Crocus sativus), Gardenia jasminoides syn. Gardenia augusta, Haematoxylum campechianum, indigovník pravý (Indigofera tinctoria) a Lawsonia inermis.

## Rostliny produkující pesticidy
Mezi rostliny produkující pesticidní látky řadíme především řimbabu starčkolistou (Chrysanthemum cineraefolium), Azadirachta indica, Quassia amara, tabák obecný (Nicotiana rustica), Physostigma venenosum, Derris trifoliata, Tephrosia virginiana, česnek kuchyňský (Allium sativum), Pogostemon cablin, Cymbopogon citratus, kulčibu dávivou (Strychnos nux-vomica), eukalyptus kulatoplodý (Eucalyptus globulus) a mnoho dalších.

## Rostliny poskytující vosky
Patří sem například Copernicia cerifera či C. alba, Euphorbia antisyphilitica, Ficus ceriflua, voskovník pravý (Myrica cerifera), škumpa vosková (Rhus succedanea), Sheelea martiana či Simmondsia californica.

## Technické plodiny v Česku
Podle metodiky soupisu osevů v ČR podle ČSÚ se do technických plodin řadí i plodiny, které jsou částečně určeny ke konzumaci, protože do této kategorie jsou zařazeny i olejniny (zejména (řepka a mák). Dále sem patří konopí, kořeninové rostliny (kmín), léčivé rostliny, ostatní technické plodiny (kořen čekanky, tabák, len přadný) a energetické plodiny jinde neuvedené (např. ozdobnice čínská, chrastice rákosovitá). Podle ČSÚ se v ČR v roce 2015 pěstovalo 454 tis. ha technických plodin, z toho nejvíce zaujímá řepka (80,6 %), dále mák (7,1 %), hořčice na semeno (3,5 %) a slunečnice na semeno (3,4 %).